# برايان رولان
برايان رولان (بالإنجليزية: Brian Rolland)‏ هو كاتب أغاني وملحن أمريكي، ولد في 16 أبريل 1954، وتوفي في 14 أبريل 2018.